# Wespachtigen
Wespachtigen (Vespoidea) zijn een superfamilie van de onderorde Apocrita. Ook mieren behoren tot de wespachtigen. Er zijn nog een aantal andere superfamilies waarvan de soorten wespen worden genoemd.
De bekendste vertegenwoordiger van deze groep is de gewone wesp (Vespula vulgaris). Deze is geel-zwart gestreept en behoort tot de papierwespen (Vespinae). Hieronder vallen onder andere ook de Duitse wesp en de hoornaar. De superfamilie kent nog veel meer families, van solitair tot sociaal levend en wat voedsel betreft van specialist tot alleseter. Ook het voedsel voor de larven kan variëren van plantaardig materiaal tot dierlijk, zoals vermalen insecten of levende prooi, waarbij sommige soorten zelfs gevoed worden door de larven van hun prooi.
Veel soorten wespen vangen levende insecten en andere ongewervelden om zichzelf en de larven te voeden. Kolonievormende soorten die een nest maken kauwen deze prooien fijn, waarna het papje aan de larven gevoerd wordt. Er zijn ook soorten die levende prooien vangen, deze naar een hol of broedcel brengen en een eitje bij de verlamde prooi afzetten. De uit het ei gekropen larve eet de prooi dan levend op. De dolkwespen vangen verschillende prooien.

## Indeling
Er worden tegenwoordig twee families onderscheiden. Merk op dat de indeling van de vliesvleugeligen, en dus ook die van de wespachtigen, constant aan verandering onderhevig is.
- Plooivleugelwespen (Vespidae)
- Rhopalosomatidae